# FER
تیروزین-پروتئین کیناز پروتو اُنکوژنِ FER (انگلیسی: Proto-oncogene tyrosine-protein kinase FER) یک آنزیم است که در انسان توسط ژن «FER» کُد می‌شود.
این آنزیم در تنظیم «چسبندگی سلول-سلول» نقش دارد و میانجی پیام‌رسانی از سطح سلول به اسکلت سلولی، از طریق گیرنده‌های فاکتور رشد است.
این پروتئین با TMF1 و کورتاکتین در تعامل پروتئین-پروتئین است.